# حصن تالبة
حصن تالبة وهو أحد الحصون الأثرية ويقع إلى الجنوب من عزلة بني عيسى في جبل حبشي، وتشير معالم الحصن أنه استوطن في فترات تاريخية مختلفة، فهناك بعض الحجارة عليها نقوش بخط المسند، وفي قمة الحصن مـسجد ينسب إلى السيدة «أروى بنت أحمد الصليحي» التي حكمت اليمن في القرن الخامس الهجري.